# Antoon Deweerdt
Antoon Deweerdt (Hollebeke, 14 november 1927 – Roeselare, 17 december 2011) was een Belgische schrijver en heemkundige. Hij was onderwijzer en schooldirecteur en verrichtte heel wat werk omtrent de sensibilisering rond bloeddonorschap in de regio Roeselare.

## Levensloop
Antoon Deweerdt werd in het landelijke Hollebeke geboren, maar in 1931 week het gezin Deweerdt uit naar Roeselare. Zijn ouders vestigden er een boterwinkel. Antoon Deweerdt volgde er les in de Stadsjongenschool 2 en de Broederschool, waarna hij zelf onderwijzer werd. In 1950 werd hij tewerkgesteld in de Stadsjongenschool 2 in zijn thuisstad. In 1980 werd hij er directeur, een functie die hij uitoefende tot zijn pensioen in 1986.
Deweerdt was in tal van verenigingen actief. In 1967 was hij de medestichter van de Contactgroep 'Help ons helpen' die op zoek ging naar bloeddonors. Zelf was hij ook bloedgever. In 1976 werd het Bloedtransfusiecentrum in Roeselare opgericht en werd hij voorzitter. Hij deed dit tot 1996 wanneer de West-Vlaamse centra fusioneerden tot het Bloedtransfusiecentrum West-Vlaanderen. Daarmee aansluitende was Deweerdt ook actief in de lokale afdeling van het Rode Kruis. Van 1984 tot 1997 was hij provinciaal propagandahoofd West-Vlaanderen. Van een andere orde was zijn engagement in de vereniging 't Manneke uit de Mane. Hij werd hoofdredacteur van de gelijknamige volksalmanak en van 1975 tot 2002 was hij secretaris van dit genootschap. Hij werd uiteraard ook ridder in de orde van 't Manneke uit de Mane.
Een bijzonder engagement had hij ook in de plaatselijke heemkundige kring, het Koninklijke Geschied- en Oudheidkundig Genootschap van Roeselare en Ommeland (KGOGRO). Van 1986 tot zijn overlijden was hij er als bestuurslid en later als secretaris-penningmeester actief. Hij verzorgde tal van artikels in de tijdschriften 'Rollarius' en 'Rollariënsia'. Hij schreef ook historische en heemkundige monografieën, zoals over het koor 'De Mandelgalm' waar hij actief was. Hij zou nog voorzitter van dit koor worden dat in 2003 ophield te bestaan. Omwille van zijn inzet voor de stad en tal van haar verenigingen werd hij door de Gilde der Erepoorters gehuldigd met de titel van 'Eredeken van de stad Roeselare'.

## Publicaties
- 1972 - Het koninklijk zangkoor De Mandelgalm : rijpe vrucht van de Sint-Amandsbloem (1897-1972)
- 1975 - 100 jaar Davidsfonds te Roeselare (1875-1975)
- 1987 en later - Herbergen te Roeselare in de vorige eeuw (artikelenreeks in 'Rollarius')
- 1989-1990 - Het Roeselaars industriegebied nabij de Sint-Amandsbeek, de Kleine Bassin en de Ronde Kom : een bijdrage tot de industriële archeologie te Roeselare (artikel in Rollariensia)
- 1995 - Het gemeentelijk lager- en kleuteronderwijs te Roeselare (1879-1995)
- 2003 - Jubileumuitgave bij het 80-jarig bestaan van de Stedelijke Academie voor Muziek en Woord (1921-2001)

en vele anderen